# Цэнхэр
Цэнхэр (монг. Цэнхэр — Светло-синий) — сомон аймака Архангай, Монголия.
Центр сомона — Алтан Овоо. Он находится в 29 километрах от административного центра аймака — города Цэцэрлэг и в 424 километрах от столицы страны — Улан-Батора.

## География
На юге сомона расположен горный хребет Хангай, включая вершины Суврага-Хайрхан (3179 метров), Тувхунхан (3100 метров), Баян, Тамч, Ямбалаг, Могой и другие. В северной части простираются долины рек Тамир, Цэнхэр. Протекает река Орхон, есть маленькие озёра, горячие и холодные минеральные воды. Водятся лисы, волки, манулы, тарбаганы, косули, дикие козы, аргали.
Климат резко континентальный. Средняя температура января -20-22°C, июня +12-20°C, ежегодная норма осадков 300-400 мм.
Имеются запасы железной руды, вольфрама, драгоценных камней, строительного сырья.